# Shintaido
Shintaido (šíntajdó) je holistické bojové umění vzniklé v Japonsku v 60. letech 20. století. Název „Shin Tai Do“ znamená v japonštině „nová cesta těla“. Shintaido zahrnuje individuální cvičení, cvičení v páru i ve skupině. Je otevřeno všem bez rozdílu věku či pohlaví a pomáhá lidem aplikovat starou filozofii samurajů na osobní boj a problémy současného života.